# Barbara Walters
Pour les articles homonymes, voir Walters.
Barbara Walters, née le 25 septembre 1929 à Boston (Massachusetts) et morte le 30 décembre 2022 à Manhattan, est une journaliste, animatrice de télévision et productrice américaine.

## Biographie

### Jeunesse
Son père Lou était le propriétaire de plusieurs clubs dont le Latin Quarter à New York. Barbara Walters fait ses études secondaires à Miami en 1949 et est diplômée en littérature anglaise du Sarah Lawrence College dans l'État de New York. 

### Carrière
Barbara Walters commence sa carrière en 1952 avec l'émission Today, qui est devenu The Today Show. Elle passe plusieurs fois sur The Tonight Show avec Johnny Carson. Elle devient une pionnière féminine de la télévision, en étant la première femme à animer une émission de nouvelles avec Harry Reasoner en 1965. À partir de 1976, elle anime The Barbara Walters Special.
Elle est célèbre pour avoir animé plusieurs émissions sur le réseau ABC. Elle a notamment animé 20/20, The View, Larry King Live et les prix Emmy. Ses reportages l'amènent à s'intéresser à l'histoire de Walt Disney, aux progrès de la condition féminine et aux ravages du SIDA. Sa plus grande entrevue était avec Monica Lewinsky après l'affaire Monicagate. Elle a également réalisé l'une des dernières entrevues avec John Wayne en 1979.
Barbara Walters est reconnue comme une grande journaliste aux États-Unis. Elle a interviewé tous les présidents américains depuis Richard Nixon, et elle est parvenue à faire de même avec d’autres dirigeants éminents du monde entier qui ont profondément marqué l’Histoire de la deuxième moitié du XXe siècle. On peut citer le président égyptien Anouar el-Sadate, le Premier ministre israélien Menahem Begin, le Chah d’Iran Mohammad Reza Pahlavi et sa femme l’impératrice Farah Pahlavi, les présidents russes Boris Yeltsine et Vladimir Poutine, le président chinois Jiang Zemin, le Premier ministre britannique Margaret Thatcher, le Premier ministre indien Indira Gandhi, le président tchécoslovaque Václav Havel, le président libyen Mouammar Kadhafi, le roi Hussein de Jordanie, le roi Abdallah d’Arabie saoudite, le président vénézuélien Hugo Chávez, le président syrien Bachar el-Assad ainsi que le président cubain Fidel Castro. Cette dernière entrevue avec Castro est parfois présentée comme « historique » par ses pairs américains car elle a eu lieu le 9 juin 1977 sur ABD-TV, et la journaliste a pu le suivre dans ses activités, à une époque de tension entre les deux pays en dépit de la détente. L’échange a marqué car il a tourné au débat lorsqu’ils ont abordé le sujet de la liberté d’expression. La journaliste lui a reproché le contrôle de l’État qui pèse sur les diffusions d’information, ce à quoi le dirigeant a répondu : « Notre conception de la liberté de la presse n’est pas identique à la vôtre. Demandez-nous si un journal peut paraitre ici alors qu’il critique le socialisme et je vous réponds honnêtement non. Il ne peut paraitre. Le parti ou le gouvernement ne le voudraient pas, ni même le peuple. C’est en ce sens que notre liberté de la presse n’est pas celle que vous connaissez aux États-Unis. Et nous en sommes très satisfaits ».
Elle est co-animatrice et coproductrice de l’émission The View sur la chaîne américaine ABC. 2009 marque la 13e saison de ce Talk-Show qui comporte 5 femmes de générations et de cultures différentes. Le 12 mai 2013, elle annonce qu'elle prendra sa retraite en 2014,. Elle avait dû être hospitalisée en 2010. L'écrivain Alex Pareene commente son départ pour le site d'information Salon.com en reprochant à la journaliste d'être trop proche du pouvoir (avec des personnalités comme le controversé Henry Kissinger) et de n'avoir aucune éthique journalistique.
En 2014, la star déclenche une polémique en défendant Woody Allen dans l'émission The View après que la fille adoptive de celui-ci a déclaré qu'il l'avait agressée sexuellement à plusieurs reprises lorsqu'elle était enfant,.
En 2017, l'affaire Harvey Weinstein met le projecteur sur les agressions sexuelles au sein de l'industrie du cinéma et a pour conséquence de replacer une interview de Barbara Walters avec l'acteur Corey Feldman au cœur des conversations,. Dans cet entretien datant de 2013, l'ex enfant star raconte les agressions sexuelles qu'il aurait subies enfant et la réaction de Barbara Walters qui lui reproche de « nuire à une industrie entière » fait rétrospectivement scandale, certains demandant même à la journaliste de s'excuser publiquement,.

### Vie privée
Pendant ses études universitaires, Barbara Walters entretient une relation amoureuse avec le futur avocat Roy Cohn, qui devint célèbre pour ses enquêtes anti-communistes,.
Elle épouse Lee Guber en 1963 mais ils divorcent en 1976. Remariée avec Merv Adelson en 1986, elle divorce une deuxième fois en 1992. Végétarienne, elle est la mère adoptive d'une fille.
De confession juive, elle a tenu des propos anti-catholiques et a été critiquée par Bill Donohue, le directeur de la Ligue catholique des droits de l'homme.

## Dans la culture populaire
Cheri Oteri,  Rachel Dratch, Nasim Pedrad et Gilda Radner l'ont imitée sur Saturday Night Live aussi Nicole Sullivan et Stephnie Weir l'ont imitée sur MADtv et le chanteur Brad Paisley a composé une chanson sur elle.

## Récompenses et nominations
- Docteure honoris causa de plusieurs collèges et universités : université d'État de l'Ohio, Collège Marymount, Collège Wheaton, université Hofstra.
- Récompensée par la Fondation internationale des femmes œuvrant dans les médias en 1991
- Récompensée par Women's Project and Productions en 1993
- Récompensée par le musée américain de l'image mouvante en 1996